# ماثيو ستيفنز (لاعب سنوكر)
ماثيو ستيفنز (بالإنجليزية: Matthew Stevens)‏ هو لاعب سنوكر بريطاني، ولد في 11 سبتمبر 1977 في كارماذن ‏ في المملكة المتحدة.

## وصلات خارجية
- الموقع الرسمي
- ماثيو ستيفنز على موقع CueTracker.net (الإنجليزية)
- ماثيو ستيفنز على موقع بطولة العالم للسنوكر (الإنجليزية)
- ماثيو ستيفنز على موقع اللجنة الأولمبية الصينية (الإنجليزية)